# Przewóz (Białoruś)
Przewóz (biał. Перавоз, Pierawoz; ros. Перевоз, Pieriewoz) – wieś na Białorusi, w obwodzie witebskim, w rejonie głębockim. Wchodzi w skład sielsowietu Podświle. Wieś leży 8 km na południowy wschód od Głębokiego. Leży nad rzeką Szoszą.

## Historia
W końcu XVIII wieku miejscowość miała status wsi duchownej i położona była w województwie połockim.
W 1870 roku wieś leżała w wołości Plisa, w powiecie dziśnieńskim guberni wileńskiej. Wchodziła w skład majątku Przedoły. Wieś Przewóz została opisana w Słowniku geograficznym Królestwa Polskiego. W Słowniku napisano iż „w pobliżu wsi, po obu brzegach rzeki Szo, w uroczysku „Zielona Puszcza” znajduje się około 50 kurhanów”.
W okresie międzywojennym wieś leżała w granicach II Rzeczypospolitej w gminie Plisa, a od 1929 roku w gminie wiejskiej Hołubicze, w powiecie dziśnieńskim, w województwie wileńskim. Wieś podlegała pod rzymskokatolicką parafię św. Antoniego Padewskiego w Bobrowszczyźnie. 
Według Powszechnego Spisu Ludności z 1921 roku zamieszkiwało tu 45 osób, wszystkie były wyznania prawosławnego i zadeklarowały białoruską przynależność narodową. Było tu 8 budynków mieszkalnych. W 1931 w 9 domach zamieszkiwało 49 osób. 
Po agresji ZSRR na Polskę w 1939 roku wieś znalazła się w granicach BSRR. Po ataku Niemiec na ZSRR, 24 czerwca 1941 przez miejscowość przechodziła kolumna więźniów z Berezwecza, którzy zostali rozstrzelani dwa dni później w Mikałajewie (zob. droga śmierci Berezwecz-Taklinowo). 
W latach 1941–1944 wieś była pod okupacją niemiecką. Następnie leżała w BSRR. Od 1991 roku w Republice Białorusi.